# 代顿 (田纳西州)
代顿 ，是一座位于美国田纳西州里厄县的城市，同时也是该县县治。根据2010年美國人口普查数据显示，该市城区范围内常住人口为7,191。 城区外围包括延伸至格雷斯维尔（Graysville, Tennessee）南部的区域内约有常住居民10,174人。
1925年，因进化论与神创论观点不同而引发的轰动整个美国乃至整个世界的历史性事件“猴子審判”（Monkey Trial）便发生于此。

## 历史
1820年前后，代顿地区开始出现第一个以欧洲殖民者及其后代为主的定居社区，并以“史密斯的十字路口”（Smith's Crossroads）为周围社区和村镇所熟知。1877年，该区域正式更名为“代顿”（Dayton）。 1903年，代顿正式建市。早期的代顿市在工业上以生产生铁为主。

## 地理环境
代顿的经纬度坐标为 35°30′N 85°1′W (35.493, -85.013)。根据美国普查局调查数据显示，整个代顿市面积约为6.4平方英里（17平方），其中陆地面积为6.1平方英里（16平方），水域面积为0.2平方英里（0.52平方） 。
代顿地处副热带湿润气候，一年四季分明。夏季湿热多雨，春秋两季气候宜人，冬季略冷并时有降雪。

## 人口数据
| 调查年     | 人口  | 备注  | %±     |
| ---------- | ----- | ----- | ------ |
| 1880       | 173   |       | —      |
| 1890       | 926   |       | 435.3% |
| 1900       | 1,189 |       | 28.4%  |
| 1910       | 1,991 |       | 67.5%  |
| 1920       | 1,701 |       | −14.6% |
| 1930       | 2,006 |       | 17.9%  |
| 1940       | 1,870 |       | −6.8%  |
| 1950       | 3,191 |       | 70.6%  |
| 1960       | 3,500 |       | 9.7%   |
| 1970       | 4,361 |       | 24.6%  |
| 1980       | 5,233 |       | 20.0%  |
| 1990       | 5,671 |       | 8.4%   |
| 2000       | 7,923 |       | 39.7%  |
| 2010       | 7,528 |       | −5.0%  |
| 2019年估计 | 7,358 | [ 5 ] | −2.3%  |
| 数据来源： |       |       |        |

依照2000年的人口普查数据，代顿辖区内有居民 6,180人，2,323户人家和1,558个家庭。人口密度为每平方英里1,007.9人，约合每平方公里389.3人。该地区种族结构为：90.70%白人、5.26%非洲裔美国人、0.23%美洲原住民、0.73%亚裔、0.03% 太平洋島原住民、1.75%其他种族以及1.31%多种族混血。西班牙裔或拉丁裔占当地总人口的3.12%。